# 船尾

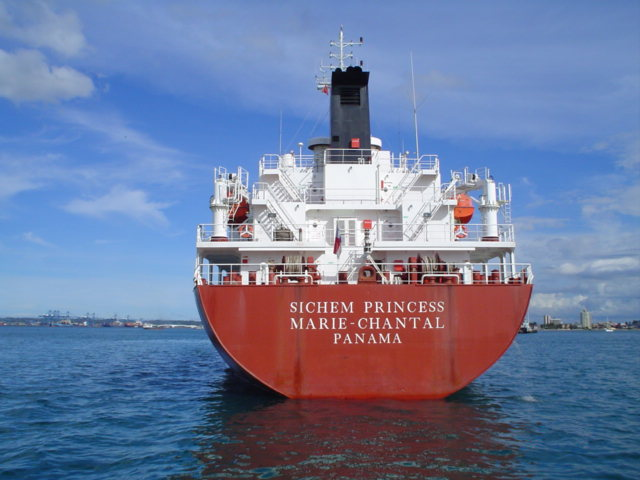
貨物船のトランサムスターン

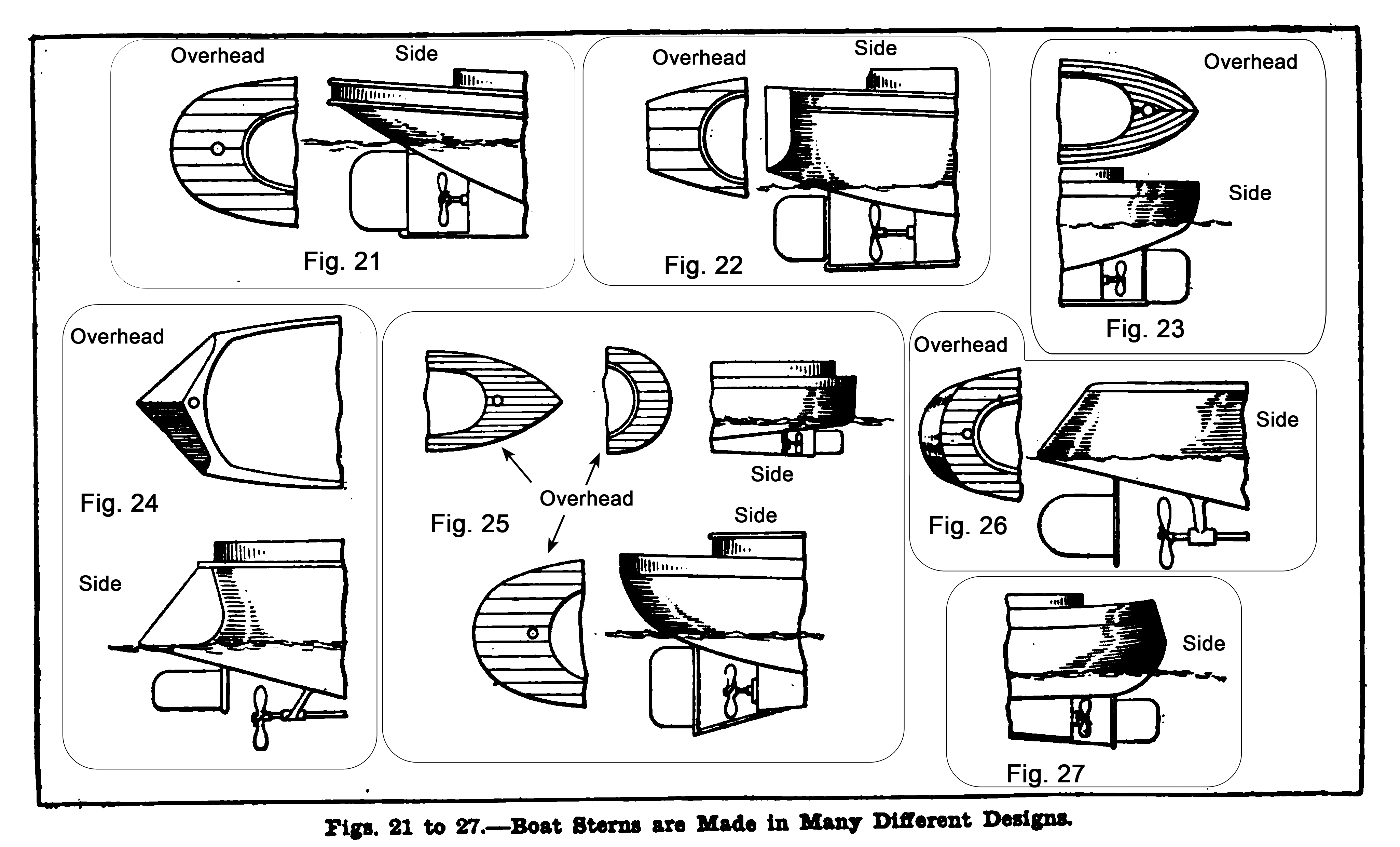
船尾の形状。Fig. 21 Fantail; Fig. 22 Transom; Fig. 23 "Compromise"; Fig. 24 "V" stern; Fig. 25 Round; Fig. 26 Torpedo; Fig. 27 Canoe

船尾（せんび、英語: Stern）は、船の後ろの部分のこと。とも（艫）、スターンともいう。

## 形状種類
トランサムスターン水線上の部分が途中で切り落とされ、平板状に処理された形状の船尾。1920年にイギリス海軍で速力と建造コストにメリットがあることが実証された。
クルーザースターン水線上の部分が丸みを帯び、後方に張り出している形状の船尾。
カウンタースターン水線上の部分がある高さからテーブル上に張り出した形状の船尾。1840-1920年ごろに建造された帆船や古い商船でよく見られる。

## 船尾灯
船尾につける灯りを船尾灯という。色は白で、後方135度を照らす様に設置される。